# DSi (Inschrift)
DSi ist die Bezeichnung einer Inschrift von Dareios I. (D). Sie wurde in Susa (S) entdeckt und von der Wissenschaft mit einem Index (i) versehen. Der Text lag ursprünglich in altpersischer, elamischer und babylonischer Sprache vor. Die babylonische Sprachversion ist verloren gegangen. Die anderen zwei Sprachversionen sind teilweise erhalten.

## Inhalt
„§1. Ich (bin) Dareios, der große König, König der Könige, König der Länder, König auf dieser Erde, des Hystaspes Sohn, ein Achaimenide.
§2. Es kündet Dareios, der König: Nachdem Ahuramazda mich (zum) König gemacht hatte auf dieser Erde, – nach dem Willen Ahuramazdas – habe ich alles (zu) gut(em) gemacht.“

## Beschreibung
Von der ursprünglich dreisprachigen Inschrift DSi sind von der altpersischen Sprachversion 4 unvollständige Zeilen erhalten. Die elamische Sprachversion ist beinahe vollständig überliefert. Die babylonische Version ist verloren gegangen. Nach Angaben von Günter Schweiger befindet sich die Säulenbasis mit der Inschrift im Louvre.